# Harry Potter and the Methods of Rationality
Harry Potter and the Methods of Rationality (pol., nieoficj. Harry Potter i metody racjonalności) – utwór fan fiction stworzony przez Eliezera Yudkowskiego na podstawie cyklu powieści Harry Potter autorstwa J.K. Rowling. Stanowi adaptację oryginału próbującą wyjaśnić magię przy pomocy metody naukowej. Tekst dzieła ukazywał się w Internecie w odcinkach od 28 lutego 2010 do 14 marca 2015. Oryginalna wersja w języku angielskim składa się ze 122 rozdziałów i 661 619 słów.

## Geneza
Yudkowski stworzył utwór w ramach swojej działalności popularyzowania krytycznego i racjonalnego rozumowania. Jak twierdzi, pomysł na fabułę Harry Potter and the Methods of Rationality pojawił się, gdy sam czytał wiele fanowskich opowiadań osadzonych w świecie stworzonym przez J.K. Rowling. Wybór cyklu Harry Potter jako podstawę swojego dzieła uzasadnia także licznym gronem potencjalnych odbiorców wśród fanów oryginału oraz faktem, że jego zdaniem przedstawiony w powieściach świat stanowi bogaty materiał źródłowy do prowadzenia własnych rozważań. Elementy świata przedstawionego stanowią pretekst dla wyjaśnienia rzeczywistych faktów, metod i teorii naukowych, koncepcji filozoficznych oraz zasad logiki przez wychowanego w niemagicznej rodzinie Harry’ego Pottera, głównego bohatera utworu. Autor pisząc go wykorzystał swoją wiedzę z dziedziny kognitywistyki aby móc realistycznie pokazać tok rozumowania postaci.

## Fabuła
Akcja utworu rozgrywa się w przeciągu jednego roku szkolnego, przedstawiając wydarzenia z tego samego okresu, co pierwszy tom cyklu. W odróżnieniu od oryginalnej wersji, w której osierocony Harry Potter został wychowany przez Petunię i Vernona Dursleyów, w tej wersji wydarzeń ciotka Petunia wyszła za mąż za profesora Uniwersytetu Oksfordzkiego, Michaela Verres-Evansa. Dzięki temu Harry w dzieciństwie, nim dowiedział się, że jest czarodziejem i rozpoczął naukę w Hogwarcie, otrzymał od swoich opiekunów staranne wykształcenie z zakresu wielu dziedzin nauki i zasad racjonalnego rozumowania.
W Hogwarcie Harry początkowo stara się wykorzystać wyniesioną z domu wiedzę by wyjaśnić w racjonalny sposób prawa rządzące magią. Dalsza fabuła skupia się na analizie systemu politycznego w społeczeństwie brytyjskich czarodziejów, który został zmodyfikowany i rozbudowany przez autora w porównaniu do oryginału przedstawionego w powieściach. Jednocześnie Harry, nie wiedząc o jego powiązaniu z Lordem Voldemortem, nawiązuje bliską znajomość z profesorem Quirellem, który rywalizuje z profesorem Dumbledorem o objęcie mentorskiej opieki nad Harrym. Historia kończy się zdobyciem przez Harry’ego Kamienia Filozoficznego ukrytego w szkole i pokonaniem Lorda Voldemorta.

## Wydanie rosyjskie
17 lipca 2018 na rosyjskim portalu Planeta.ru zainicjowana została zbiórka crowdfundingowa na rzecz niekomercyjnego wydania trzytomowego tłumaczenia dzieła na język rosyjski. Wyznaczony przez organizatorów cel w wysokości miliona rubli został osiągnięty w ciągu 30 godzin od rozpoczęcia zbiórki. Do czasu jej zakończenia 30 września 2018 zebrano 11 milionów rubli dzięki czemu pobiła ówczesny rekord najbardziej wspieranej kampanii crowdfundingowej w Rosji. Rekord ten został jednak pobity następnego dnia przez zbiórkę na rzecz wydania gry planszowej Gloomhaven.
Po sukcesie kampanii crowdfundingowej rosyjskie wydawnictwo Eksmo skontaktowało się z agentami literackimi J.K. Rowling by uzyskać zgodę na oficjalne wydanie utworu, jednak autorka nie zgodziła się na komercyjne wykorzystanie swojej twórczości.

## Odbiór
Według Daniela Snydera z „The Atlantic” dzieło wywołało poruszenie wśród społeczności fanów oryginalnych powieści Harry Potter, a koncepcja utworu spotkała się z mieszanym odbiorem. Wkrótce po opublikowaniu pierwszych części, pozytywnie wypowiedział się o nich pisarz science fiction David Brin. Utwór spotkał się także z przychylnymi opiniami recenzentów prasowych. Will Baud z „Washington Post” określił dzieło jako „najlepszą książką o Harrym Potterze, chociaż nie została ona napisana przez Rowling”. Recenzent „Hindustan Times” chwalił dzieło za interesujące jego zdaniem przedstawienie walki dobra ze złem jako walki wiedzy i ignorancji, wiarygodne motywy bohaterów oraz rozwiązanie nieścisłości fabularnych oryginału.